# Castanola paradoxa
Castanola paradoxa är en tvåhjärtbladig växtart som först beskrevs av Ernest Friedrich Gilg, och fick sitt nu gällande namn av Schellenb.. Castanola paradoxa ingår i släktet Castanola och familjen Connaraceae. Utöver nominatformen finns också underarten C. p. microcarpa.